# پست هلدینگ
پست هلدینگ (انگلیسی: Post Holdings) شرکت صنایع غذایی آمریکایی است، که در سال ۲۰۱۲ تأسیس شد.